# Рахимова, Дурханым
Дурханы́м Рахи́мова (узб. Durxonim Rahimova; 1923 год, кишлак Хорезм, Туркестанская АССР — 1970 год, Узбекская ССР) — хлопковод, бригадир хлопководческой бригады колхоза «Инклаб» Ханкинского района, Хорезмская область, Узбекская ССР. Герой Социалистического Труда (1957). Депутат Верховного Совета Узбекской ССР 5-го созыва.

## Биография
Родилась в 1923 году в крестьянской семье в кишлаке Хоразм (на территории современного Ханкинского района). С раннего возраста трудилась в сельском хозяйстве. С 1940 года — учётчица, с 1949 года — звеньевая и с 1956 года — бригадир хлопководческой бригады в колхозе «Инклаб» Ханкинского района. С 1946 года — член ВКП(б).
В 1956 году бригада под её руководством собрала в среднем с каждого гектара по 50 центнеров хлопка-сырца. Указом Президиума Верховного Совета СССР «О присвоении звания Героя Социалистического Труда колхозникам, колхозницам, работникам машиннотракторных станций, совхозов, партийным и советским работникам Узбекской ССР» от 11 января 1957 года удостоена звания Героя Социалистического Труда за «выдающиеся успехи, достигнутые в деле развития советского хлопководства, широкое применение достижений науки и передового опыта в возделывании хлопчатника и получение высоких и устойчивых урожаев хлопка-сырца» с вручением ордена Ленина и золотой медали «Серп и Молот».
В 1957 году избрана председателем родного колхоза. С 1967 по 1970 года — председатель сельсовета колхоза «Инклаб» Ханкинского района.
Избиралась депутатом Верховного Совета Узбекской ССР 5-го созыва (1959—1962).
Скончалась в 1973 году.